# Kutisvara

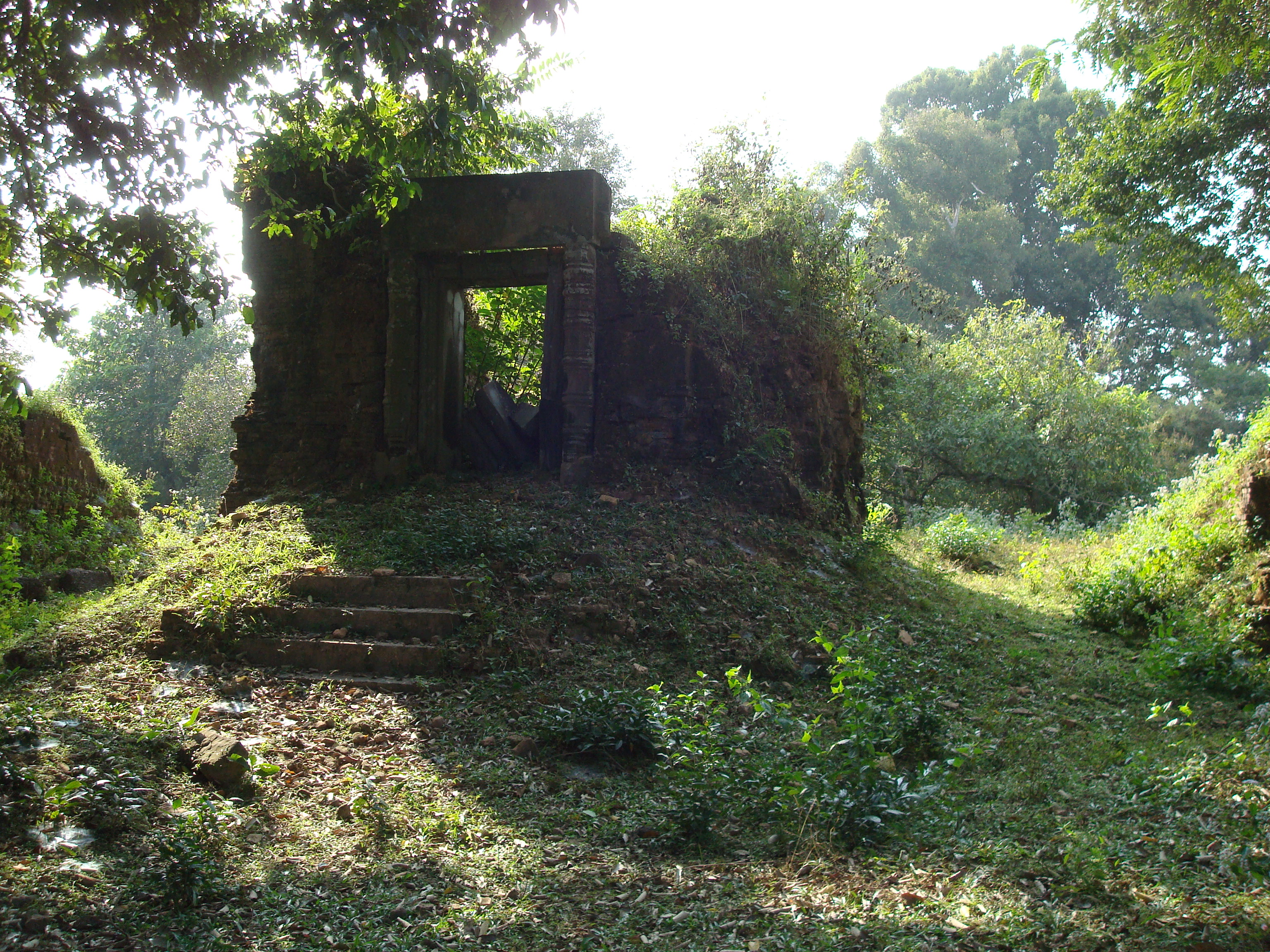
Mittlerer Turm von Kutisvara

Kutisvara ist eine Tempelruine nahe bei Banteay Kdei und Srah Srang in Siem Reap (Kambodscha) und Teil des UNESCO-Welterbes Angkor.

## Geschichte
Ob Kutisvara auf den Gründer des Khmer-Reichs, König Jayavarman II., oder Rajendravarman II., der mehr als hundert Jahre später regierte, zurückzuführen ist, bleibt ungeklärt. Eine Inschrift auf einer Stele in Sdok Kok Thom im Osten Thailands bringt Jayavarman II. mit Kutisvara in Verbindung. Eine in Banteay Kdei gefundene Inschrift nennt Rajendravarman II. als Erbauer.
Aufgrund der etwas abseitigen Lage und geringen Größe wurde Kutisvara erst 1930 entdeckt, von den französischen Archäologen Henri Marchal und
Henri Parmentier, die für die École française d’Extrême-Orient arbeiteten, im gleichen Jahr von Vegetation und Erde befreit und ist heute eine kaum bekannte Tempelruine in Angkor.

## Architektur
Kutisvara liegt 200 m nördlich von Banteay Kdei inmitten von Reisfeldern auf einer kleinen Erdaufschüttung zwischen Bäumen versteckt. Der Tempel war Shiva geweiht. Der zentrale Turm ist im Preah Ko-, die beiden anderen im Pre-Rup-Stil erbaut. Die mittlerweile eingestürzten und nur noch als Ruinen erhaltenen drei Türme stehen in Nord-Süd-Richtung auf einem flachen Hügel, ihre Sandsteintüren sind nach Osten ausgerichtet. Ein auf dem Boden liegendes Giebelfeld weist eine Reliefdarstellung des vierköpfigen Gottes Brahma auf. Wahrscheinlich war Kutisvara früher von einem Wassergraben umgeben. Der mittlere Turm ist von den dreien im besten Zustand.